# 第58回プライムタイム・エミー賞
第58回プライムタイム・エミー賞（だい58かいプライムタイム・エミーしょう）は、2006年8月27日にロサンゼルスのシュライン・オーディトリアムで行われた。クリエイティブ・アート部門は同年の8月19日である。
テレビ中継はNBCが担当（日本ではAXNでその模様を後日放送）し、4年ぶりのホスト局となる。例年の9月より早まっているのは、今年から日曜日にNBCサンデーナイトフットボールの中継があるためである。司会はコメディアンのコナン・オブライエン。また、クリエイティブ・アート部門の模様はE!で8月26日より2時間の特別番組として放送された。

## 選考方法の変更
今回から新たな選考方法が採用された。従来は会員がそれぞれ5個の候補を選び、その投票の上位5名（番組）がそのまま候補となったが、今回からはそれぞれの会員が選出する候補は番組部門は10作、演技部門は15名となり、更にその上位10作・15名からブルー・リボン・パネラーと呼ばれる特別会員が5作・5名へと絞り込む最終投票を行なった。
この措置は、候補常連のシリーズ作品が何年も続けて候補になり、新番組や候補になっていなかった番組がシャットアウトされることが多いがために保守的と言われがちなノミネーションの顔ぶれに変化をもたらすことと、ネットワーク数の少なさと局のカラーでエミー賞では軽視されがちなThe WBやUPNの優れた番組（『Gilmore Girls』やUPNの『Veronica Mars』、『Everybody Hates Chris』など）へとチャンスを与えることが目的であった。が、結局The WBやUPNからの主要部門のノミネーションは一切なかった。
逆に、前年度のシーズンを賑わした『LOST』や『デスパレートな妻たち』などの人気番組が排除されてしまうという事態が起こった。特に、前年度の作品賞を受賞した『LOST』に関しては、後述のオープニング・シークエンスでもそのことがネタにされたほどであった。また、演技部門からも作品賞候補となった『HOUSE』の主演俳優で前回のゴールデングローブ賞も受賞していたヒュー・ローリーや受賞の常連である『ザ・ソプラノズ』のジェームズ・ガンドルフィーニとイーディ・ファルコが漏れ、コメディ部門の主演女優賞は『デスパレートな妻たち』の主演女優4人が1人も選ばれず（その1人であるハフマンは前年度受賞者）、秋からの継続がなされない番組の出演俳優4人が選出されたりと、選考の方法と基準に対する疑問の声が数多くあがった（変更による影響かは定かではないが、ミニシリーズ/テレビ映画部門で候補になったエレン・バースティンは、僅か14秒しか出演シーンがなかったと言う）。

## 式典概要

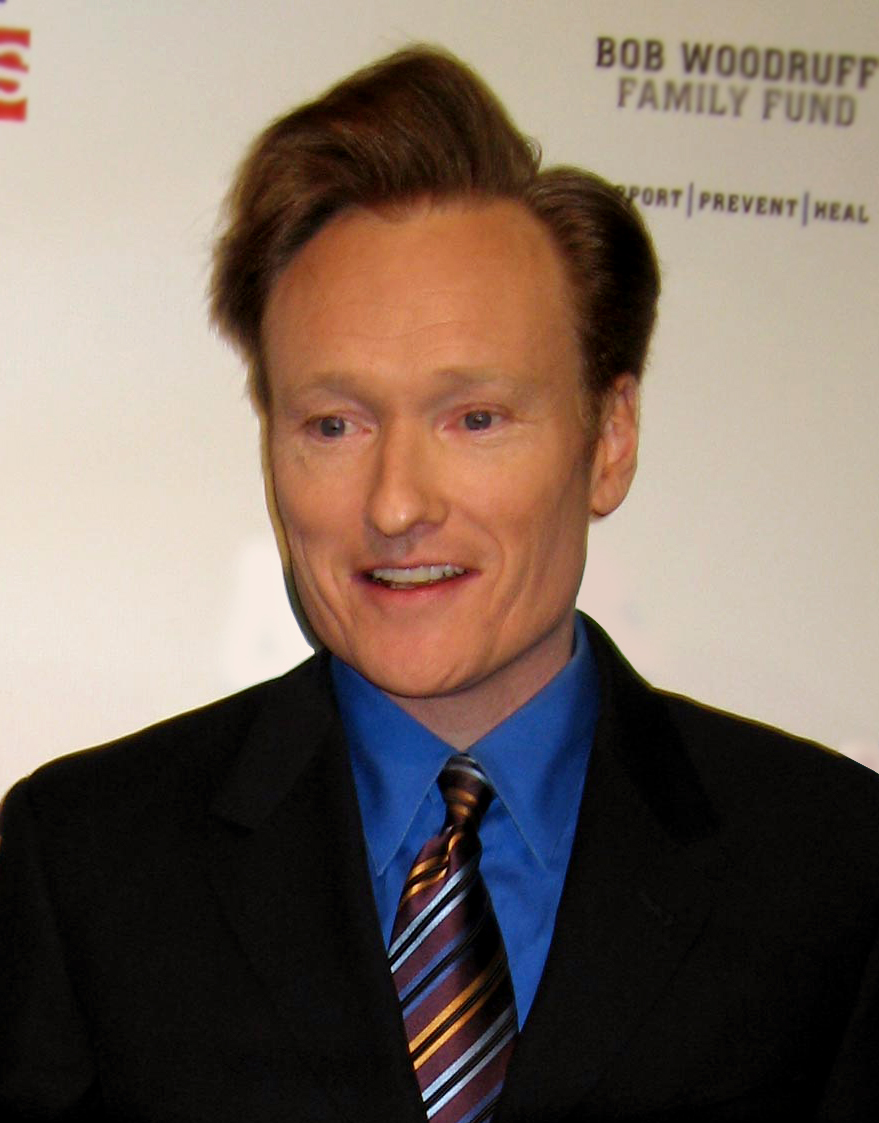
コナン・オブライエン, 授賞式の司会者

司会のコナン・オブライエンが自ら出演したオープニング・シークエンスでは、『LOST』の第1話（しかし、授賞式当日に発生したコムエアー5191便離陸失敗事故により、一部の視聴者からは不謹慎だと批判が出た。NBCは後日謝罪を行なった）、『The Office』、『24 -TWENTY FOUR-』、『HOUSE』、『サウスパーク』のサイエントロジーをネタにした回のパロディ（Trapped in the Closet、日本未放送）などが登場した。『サウスパーク』の部分は、ネタにされたトム・クルーズ（勿論パロディシーンにも登場）を巻き込んだ物議を醸した問題作であり、放送局のコメディ・セントラルで再放送が自粛されたものであった。
今年の6月に亡くなったアメリカのテレビ界で最も偉大なるテレビプロデューサーの1人として挙げられるアーロン・スペリング（トリ・スペリングの父）の功績を称える追悼コーナーも設けられ、彼が40年に渡って手掛けた数々の名ドラマのクリップが流された。クリップの終了後、そのクリップの最後を飾った『チャーリーズ・エンジェル』から、テーマ曲と共に初代エンジェルのファラ・フォーセット、ケイト・ジャクソン、ジャクリーン・スミスが登場（公の場でこの3人が集まったのは約30年ぶりだと言う）。3人それぞれが哀悼のスピーチを述べ、コーナーは幕を閉じた。
授賞式は1618万人が視聴し、その週で最も多くが見た番組となったが、全体で見ると視聴者数は授賞式中継歴代のワースト5位の数字となった。視聴率の低下には、前述の選考方法によって人気番組が候補にならず、俳優たちの出席がなかったのが影響しているのではないかと言われる。

## 受賞結果について
最多受賞を果たしたのは、ミニシリーズ部門作品賞の『エリザベス1世』の9部門。続く5部門での受賞の『24』はシリーズ作品で最多の5部門での受賞である。続いて『マイネーム・イズ・アール』と『ROME［ローマ］』が4部門。最多候補作の『INTO THE WEST』は無冠となった。
局別の最多受賞は『エリザベス1世』のHBOが断トツの26、続いて『The Office』がコメディ・シリーズの作品賞に輝いたNBCがネットワーク最多の14、ABCが11、FOXが10、CBSが9、PBSが8となる。 
ドラマ・シリーズ部門は『24』と『グレイズ・アナトミー』の両者の争いと見られたが、結果は『24』が作品賞を含む3部門を受賞し、『グレイズ・アナトミー』はこの授賞式の夜は1つも賞を受け取ることはなかった。受賞したのは先立って行なわれたクリエイティブ・アート部門のキャスティング賞だけである。
主演男優賞のコメディ・シリーズ部門のトニー・シャルーブと助演女優賞のドラマ・シリーズ部門のブライス・ダナーは、共に2年連続での受賞を果たした（シャルーブは通算三度目の受賞）。それぞれ同年の1月に行なわれたゴールデングローブ賞の覇者である有力候補のスティーヴ・カレルとサンドラ・オーを押しのけての受賞である。
『ザ・ホワイトハウス』はアラン・アルダの受賞により、番組通算26個目のエミー賞となる。これは『ヒルストリート・ブルース』に並ぶドラマ・シリーズ作品のタイ記録である。また、アルダは今回の受賞により通算6度目のエミー賞受賞となった。

## 受賞と候補の一覧

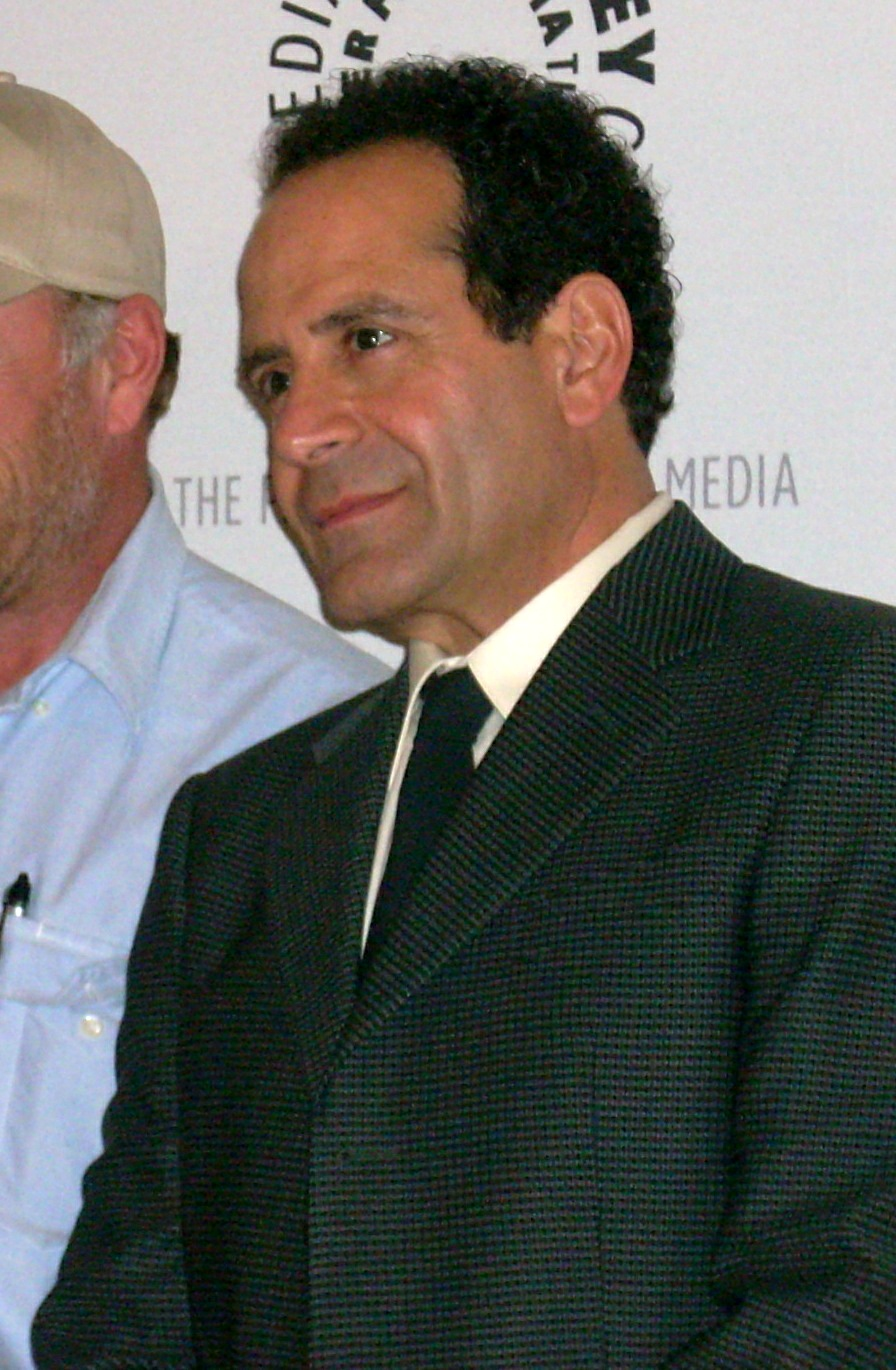
トニー・シャルーブ, コメディ・シリーズ 主演男優賞

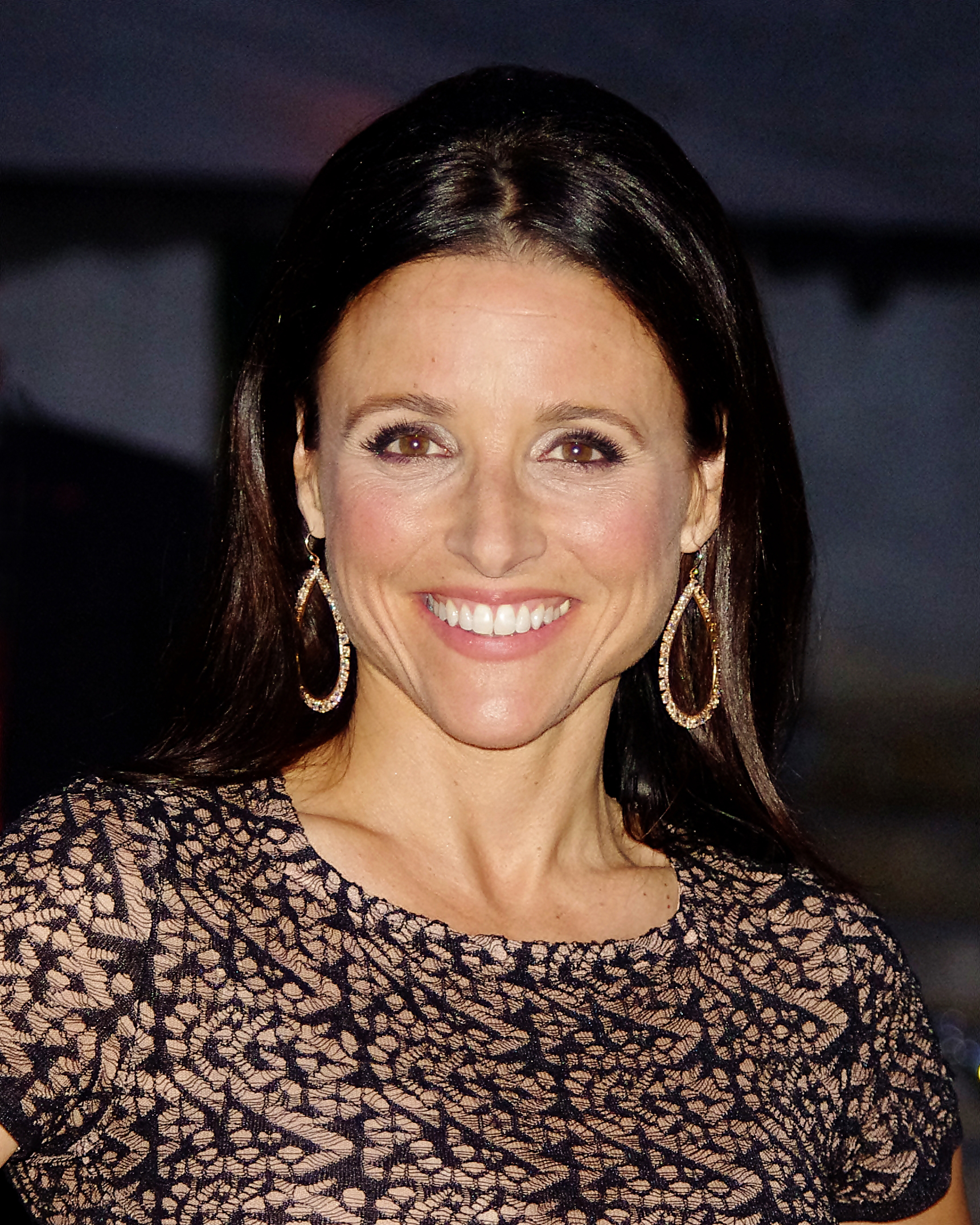
ジュリア・ルイス＝ドレイファス, コメディ・シリーズ 主演女優賞

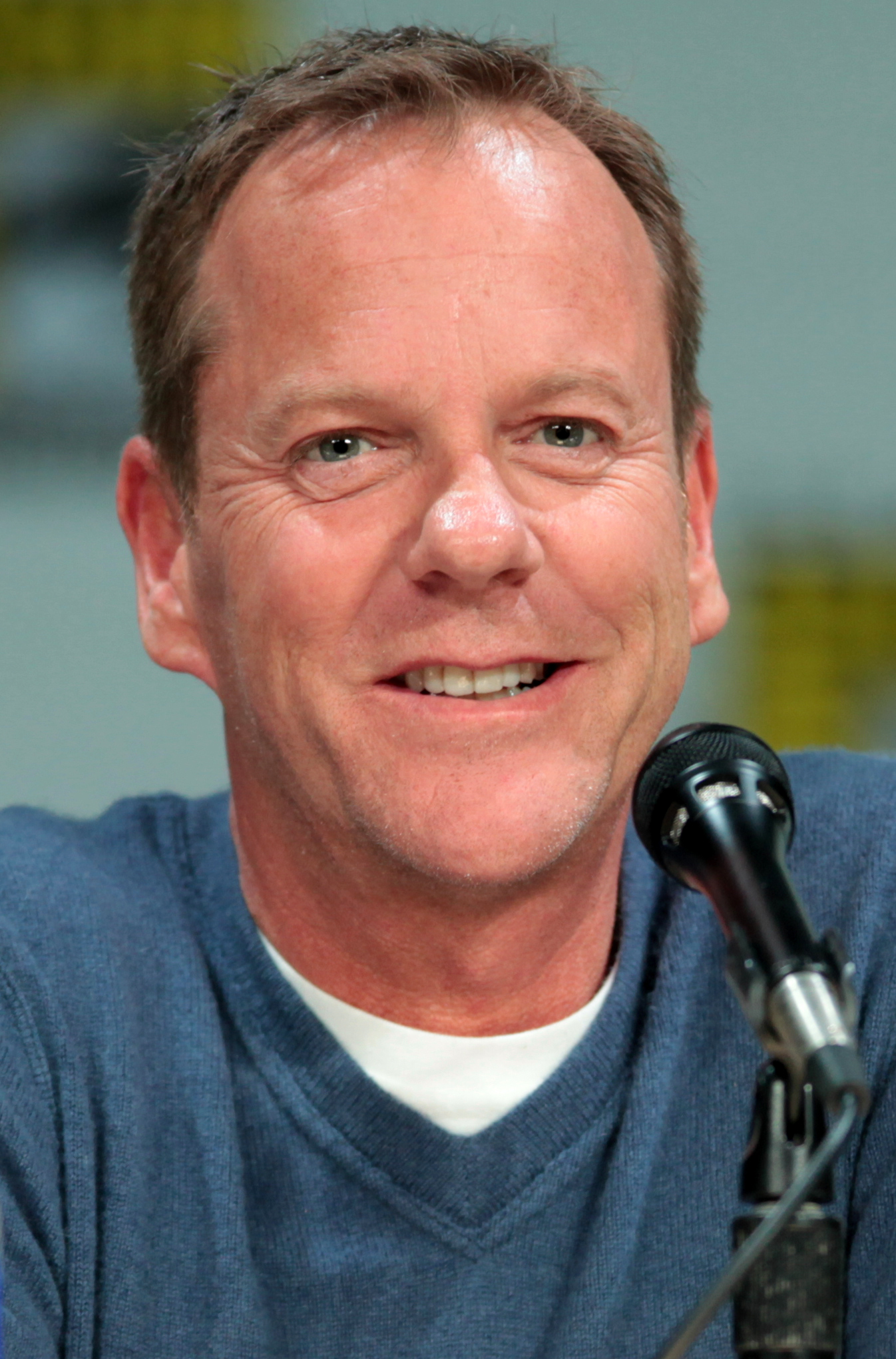
キーファー・サザーランド, ドラマ・シリーズ 主演男優賞

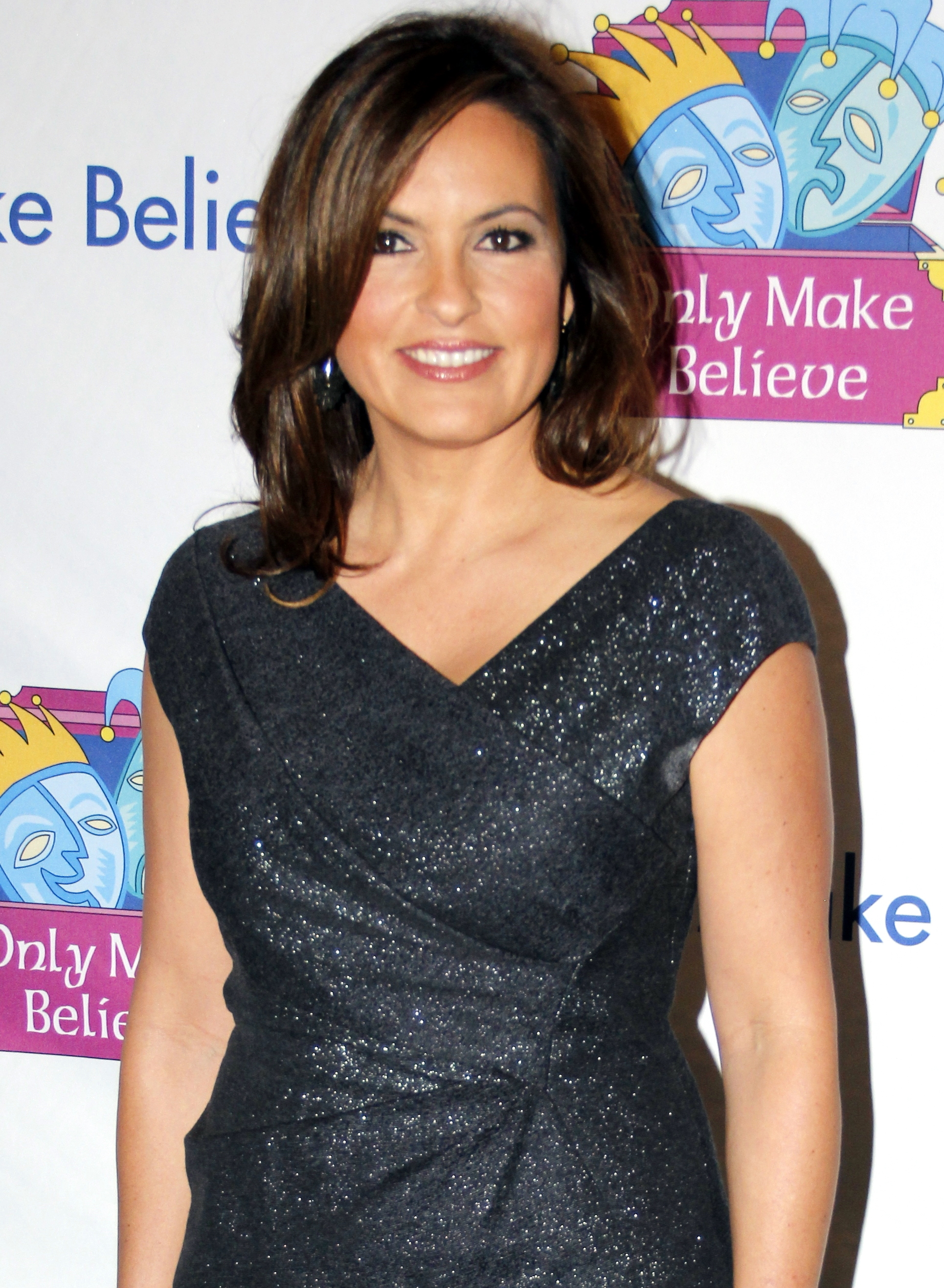
マリスカ・ハージティ, ドラマ・シリーズ 主演女優賞

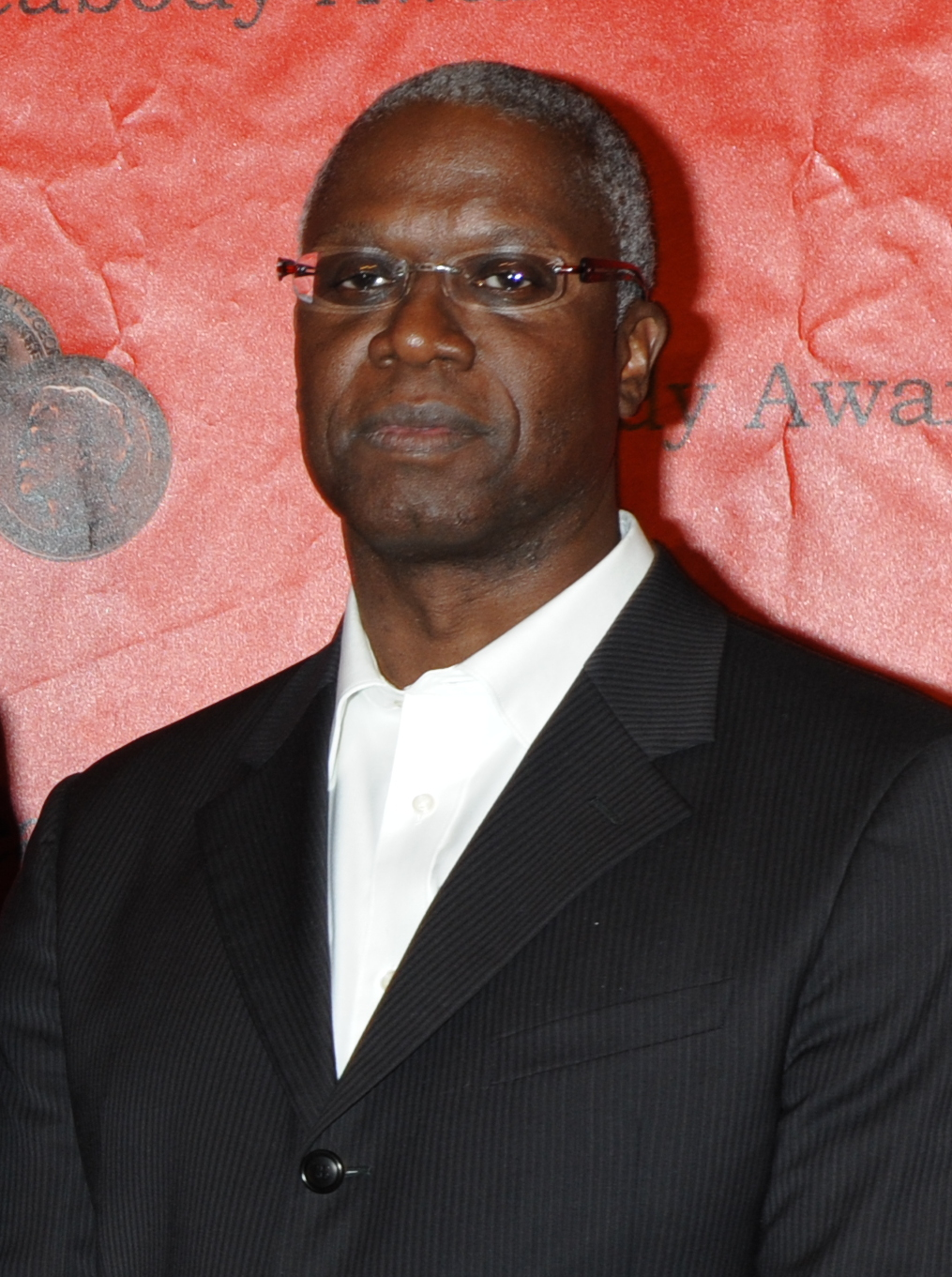
アンドレ・ブラウアー, ミニシリーズ/テレビ映画 主演男優賞

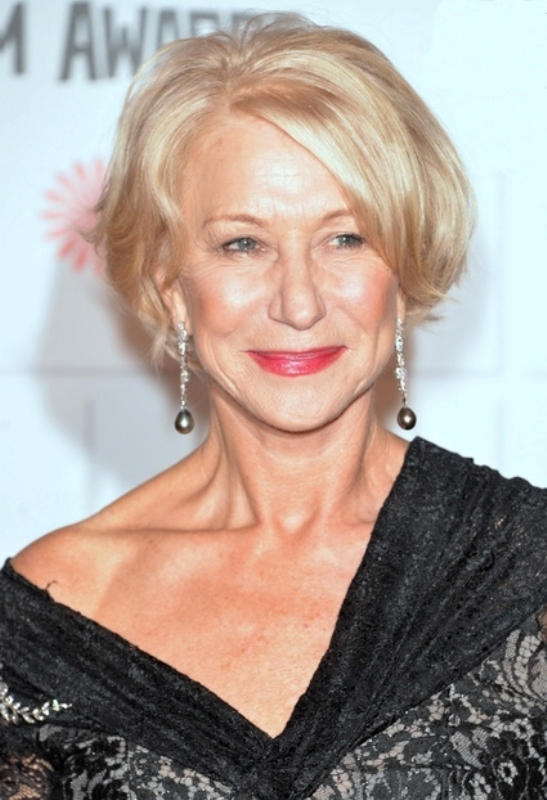
ヘレン・ミレン, ミニシリーズ/テレビ映画 主演女優賞

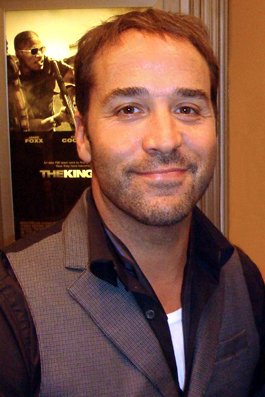
ジェレミー・ピヴェン, コメディ・シリーズ 助演男優賞

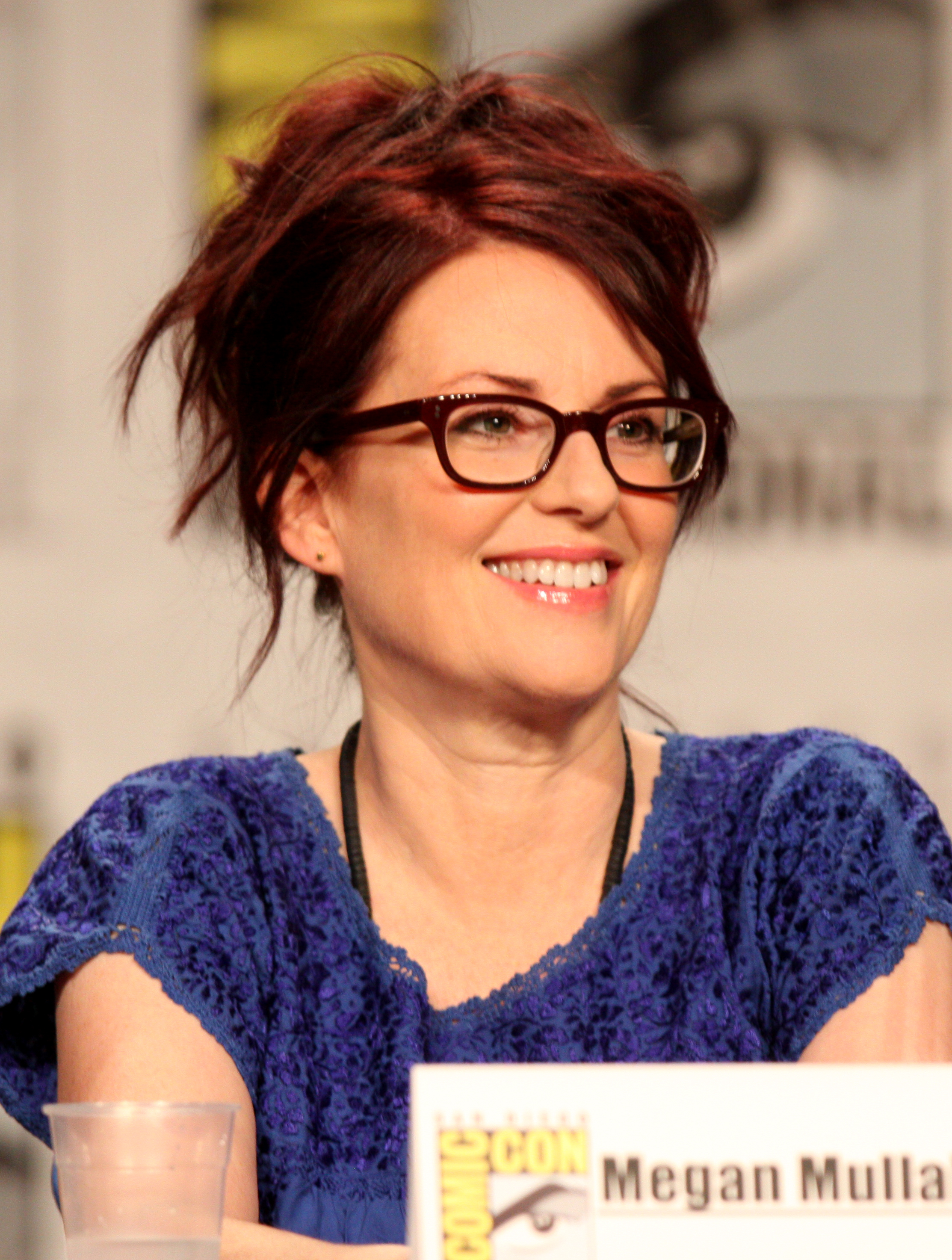
メーガン・ムラリー, コメディ・シリーズ 助演女優賞

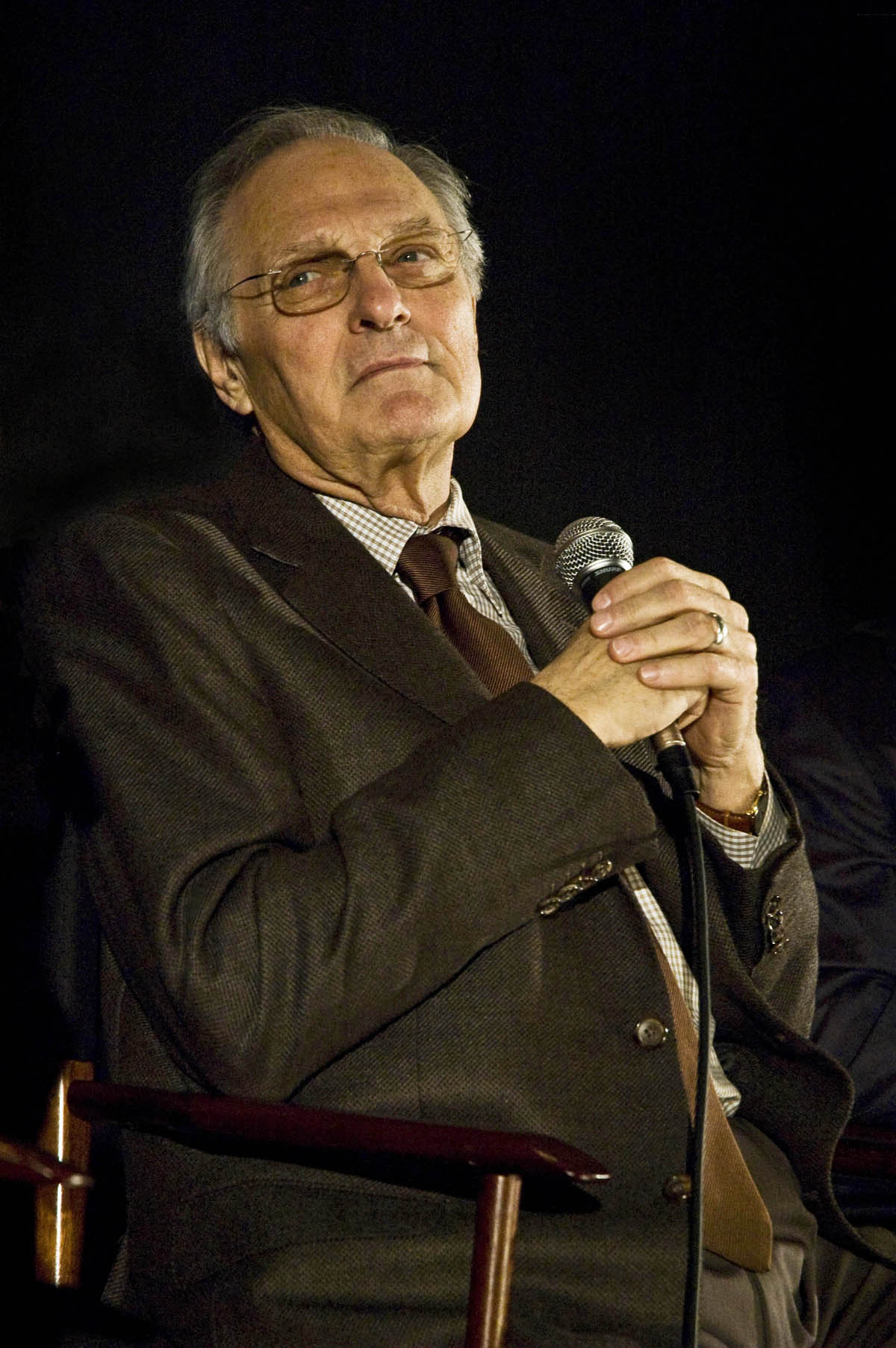
アラン・アルダ, ドラマ・シリーズ 助演男優賞

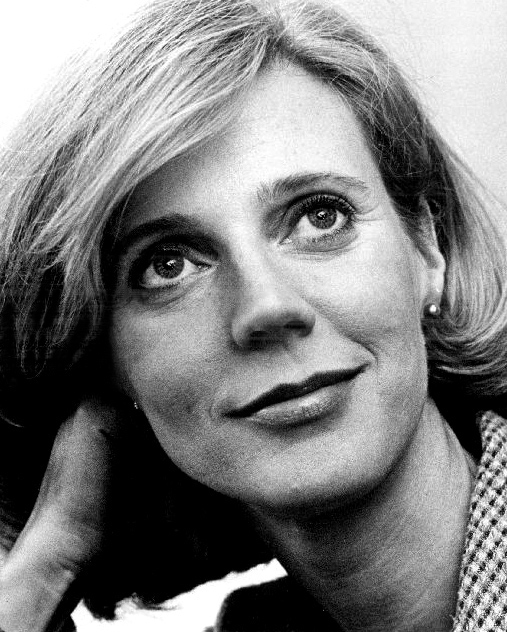
ブライス・ダナー, ドラマ・シリーズ 助演女優賞

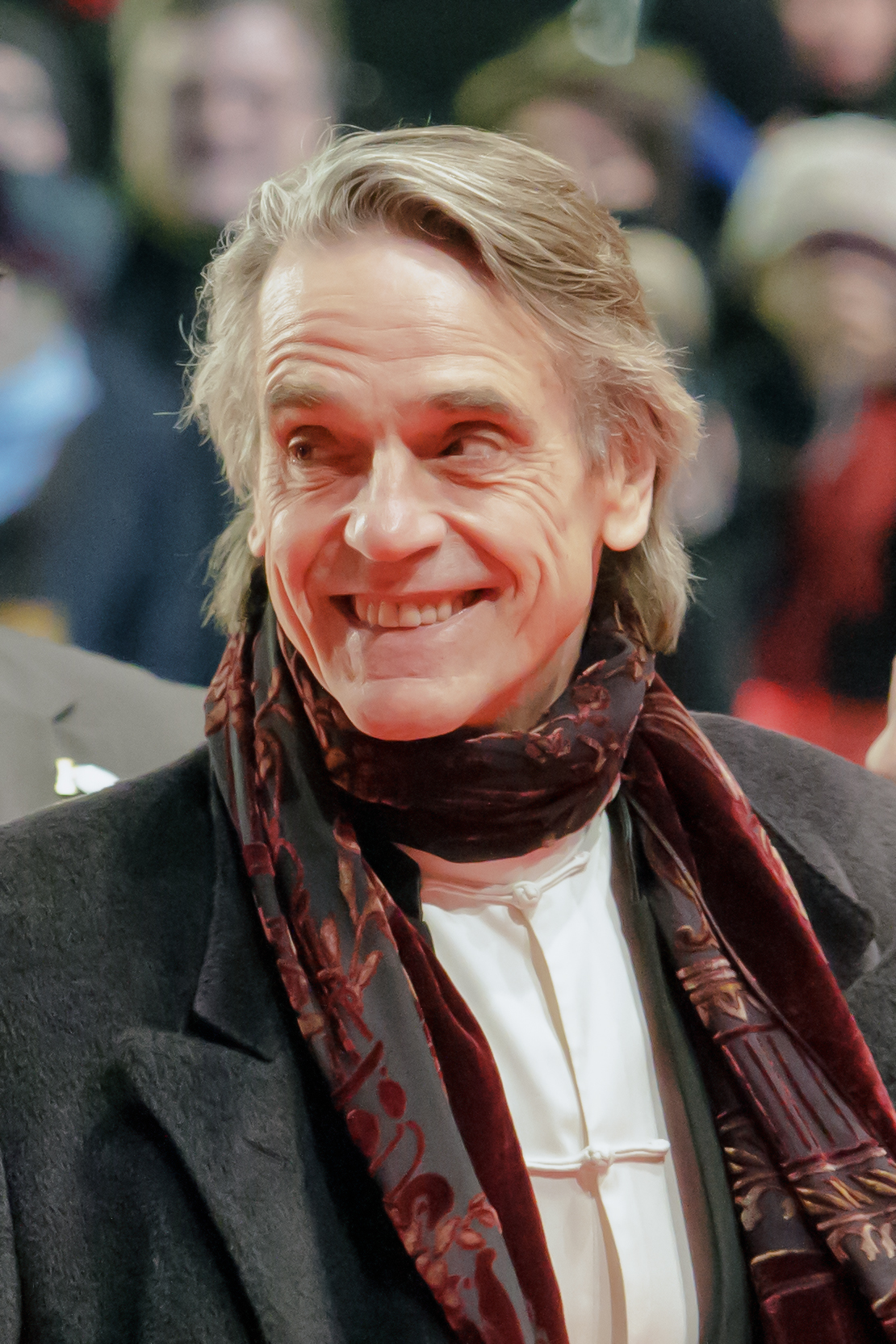
ジェレミー・アイアンズ, ミニシリーズ/テレビ映画 助演男優賞

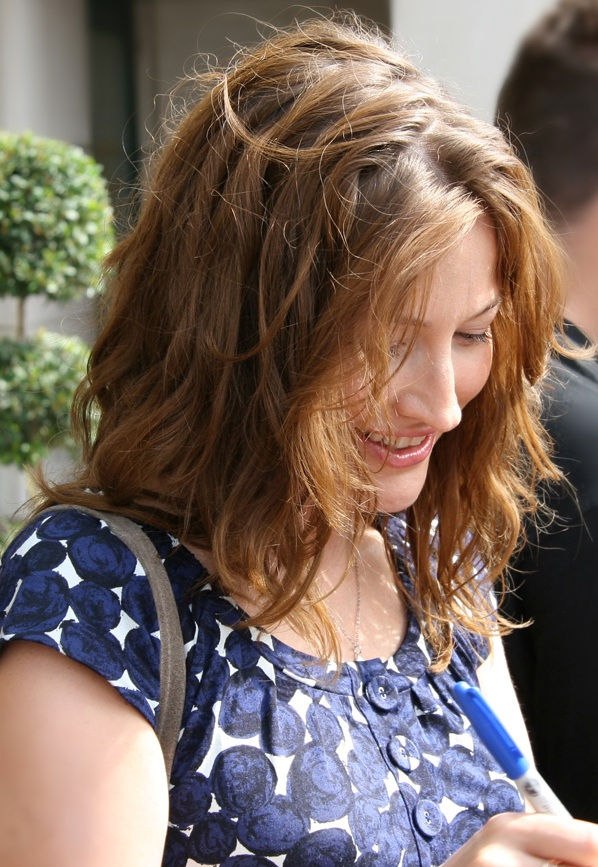
ケリー・マクドナルド, ミニシリーズ/テレビ映画 助演女優賞

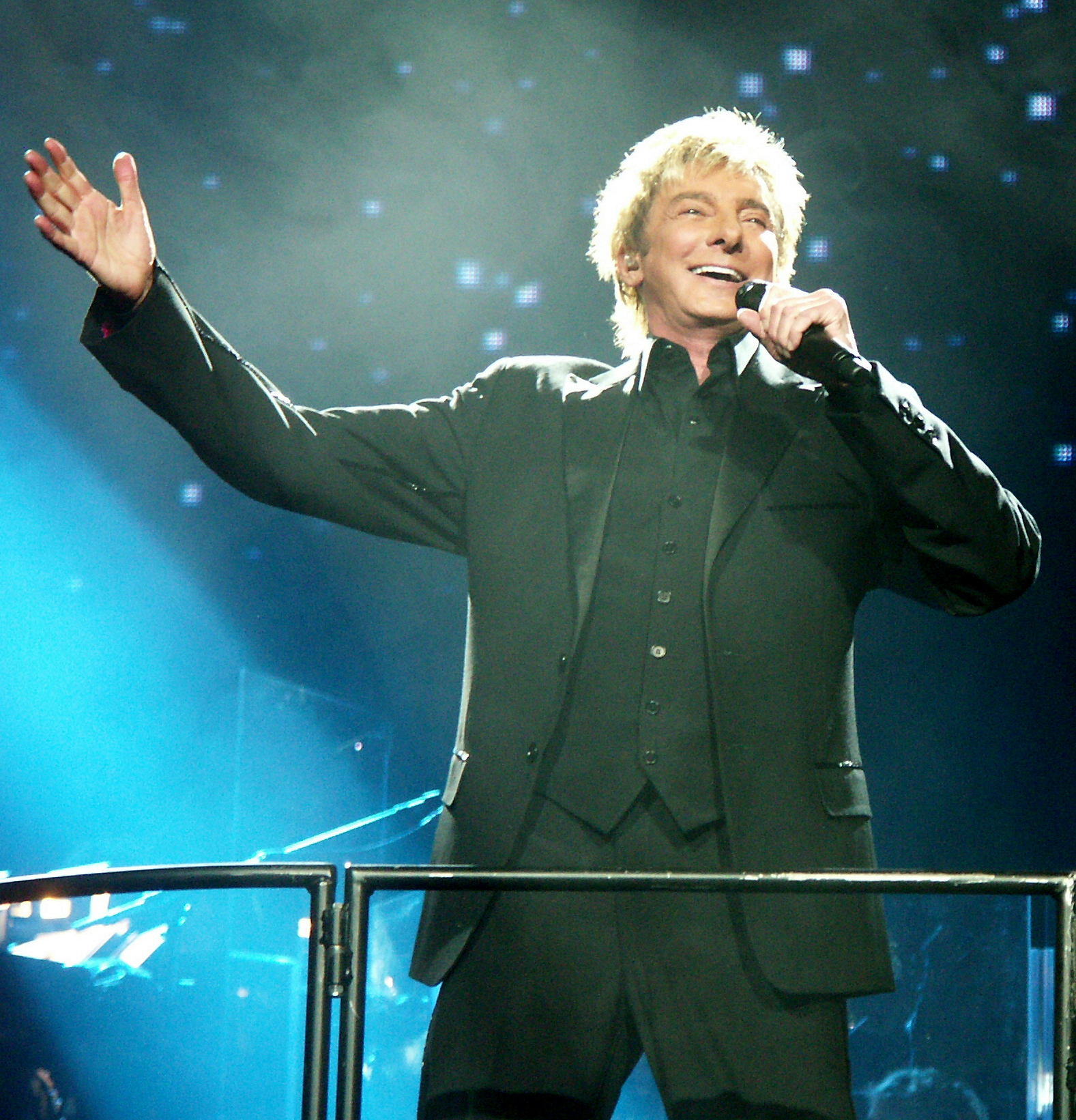
バリー・マニロウ, 個人パフォーマンス賞（バラエティ/音楽番組）

受賞は太字のものである。なお、括弧はアメリカ国内での放送権を持つネットワークであり、製作は異なる場合がある。

### 作品賞
| コメディ・シリーズ | ドラマ・シリーズ |
| --- | --- |
| - 『The Office』 (NBC) - 『アレステッド・ディベロプメント』 (Fox) - 『ラリーのミッドライフ★クライシス』 (HBO) - 『Scrubs〜恋のお騒がせ病棟』 (NBC) - 『チャーリー・シーンのハーパー★ボーイズ』 (CBS)                                                                          | - 『24 -TWENTY FOUR-』 (Fox) - 『グレイズ・アナトミー 恋の解剖学』 (ABC) - 『Dr.HOUSE』 (Fox) - 『ザ・ソプラノズ 哀愁のマフィア』 (HBO) - 『ザ・ホワイトハウス』 (NBC)                                         |
| バラエティ・シリーズ | バラエティ・スペシャル |
| - 『ザ・デイリー・ショー・ウィズ・ジョン・スチュワート』 (Comedy Central) - 『コルベア・レポー』 (Comedy Central) - 『レイト・ナイト・ウィズ・コナン・オブライエン』 (NBC) - 『レイト・ショー・ウィズ・デイヴィッド・レターマン』 (CBS) - 『Real Time with Bill Maher』 (HBO) | - 『2006年トリノオリンピック 開会式』 (NBC) - 『第78回アカデミー賞』 (ABC) - 『Bill Maher: I'm Swiss』 (HBO) - 『George Carlin: Life Is Worth Losing』 (HBO) - 『Paul McCartney Live in St. Petersburg』 (A&E) |
| テレビ映画 | ミニシリーズ |
| - 『The Girl in the Café』 (HBO) - 『エアポート ユナイテッド93』 (A&E) - 『フライト93の真実』 (Discovery Channel) - 『ミセス・ハリスの犯罪』 (HBO) - 『Yesterday』 (HBO) | - 『エリザベス1世 ～愛と陰謀の王宮～』 (HBO) - 『ブリーク・ハウス』 (PBS) - 『Into the West』 (TNT) - 『Sleeper Cell』 (Showtime)                                                                              |
| リアリティ・コンペティション | |
| - 『アメージング・レース』 (CBS) - 『アメリカン・アイドル』 (Fox) - 『ダンシング・ウィズ・ザ・スターズ』 (ABC) - 『プロジェクト・ランウェイ』 (Bravo) - 『サバイバー』 (CBS)                                                                                                  | |

### 主演男優賞
ドラマ・シリーズ
- クリストファー・メローニ - LAW & ORDER:性犯罪特捜班
- デニス・リアリー - レスキュー・ミー NYの英雄たち
- ピーター・クラウス - シックス・フィート・アンダー
- キーファー・サザーランド - 24 -TWENTY FOUR-
- マーティン・シーン  - ザ・ホワイトハウス

 コメディ・シリーズ 
- スティーヴ・カレル - The Office
- ラリー・デイヴィッド - ラリーのミッドライフ★クライシス
- ケヴィン・ジェームス - The King of Queens
- トニー・シャルーブ - 名探偵モンク
- チャーリー・シーン - チャーリー・シーンのハーパー★ボーイズ

 ミニシリーズ/テレビ映画 
- アンドレ・ブラウアー - THIEF/シーフ
- チャールズ・ダンス - ブリーク・ハウス
- ベン・キングズレー - ミセス・ハリスの犯罪
- ドナルド・サザーランド - ヒューマン・トラフィック
- ジョン・ヴォイト - Pope John Paul II

### 主演女優賞
ドラマ・シリーズ 
- アリソン・ジャニー - ザ・ホワイトハウス
- ジーナ・デイヴィス - マダム・プレジデント 星条旗をまとった女神
- フランセス・コンロイ - シックス・フィート・アンダー
- キラ・セジウィック - クローザー
- マリスカ・ハージティ  - LAW & ORDER:性犯罪特捜班

 コメディ・シリーズ 
- ストッカード・チャニング - Out of Practice
- ジェーン・カズマレック - マルコム in the Middle
- リサ・クドロー - ザ・カムバック
- デブラ・メッシング - ふたりは友達? ウィル&グレイス
- ジュリア・ルイス＝ドレイファス - The New Adventures of Old Christine

 ミニシリーズ/テレビ映画 
- ジリアン・アンダーソン - ブリーク・ハウス
- キャシー・ベイツ - Ambulance Girl
- アネット・ベニング - ミセス・ハリスの犯罪
- ジュディ・デイヴィス - 殺人なんて些細なこと
- ヘレン・ミレン - エリザベス1世 ～愛と陰謀の王宮～

### 助演男優賞
ドラマ・シリーズ 
- ウィリアム・シャトナー - ボストン・リーガル
- オリヴァー・プラット - HUFF～ドクターは中年症候群
- マイケル・インペリオリ - ザ・ソプラノズ 哀愁のマフィア
- グレゴリー・イッツェン - 24 -TWENTY FOUR-
- アラン・アルダ - ザ・ホワイトハウス

 コメディ・シリーズ
- ウィル・アーネット - アレステッド・ディベロプメント
- ジェレミー・ピヴェン - アントラージュ★オレたちのハリウッド
- ブライアン・クランストン - マルコム in the Middle
- ジョン・クライヤー - チャーリー・シーンのハーパー★ボーイズ
- ショーン・ヘイズ - ふたりは友達? ウィル&グレイス

 ミニシリーズ/テレビ映画 
- ロバート・カーライル - ヒューマン・トラフィック
- クリフトン・コリンズ・Jr - THIEF/シーフ
- ヒュー・ダンシー - エリザベス1世 ～愛と陰謀の王宮～
- ジェレミー・アイアンズ - エリザベス1世 ～愛と陰謀の王宮～
- デニス・ローソン - ブリーク・ハウス

### 助演女優賞
ドラマ・シリーズ 
- キャンディス・バーゲン - ボストン・リーガル
- サンドラ・オー - グレイズ・アナトミー 恋の解剖学
- チャンドラ・ウィルソン - グレイズ・アナトミー 恋の解剖学
- ブライス・ダナー - HUFF～ドクターは中年症候群
- ジーン・スマート - 24 -TWENTY FOUR-

 コメディ・シリーズ 
- シェリル・ハインズ - ラリーのミッドライフ★クライシス
- アルフレ・ウッダード - デスパレートな妻たち
- ジェイミー・プレスリー - マイネーム・イズ・アール
- エリザベス・パーキンス - Weeds 〜ママの秘密
- メーガン・ムラリー - ふたりは友達? ウィル&グレイス

 ミニシリーズ/テレビ映画
- エレン・バースティン - ミセス・ハリスの犯罪
- シャーリー・ジョーンズ - Hidden Places
- クロリス・リーチマン - ミセス・ハリスの犯罪
- ケリー・マクドナルド - ある日、ダウニング街で
- アルフレ・ウッダード - The Water is Wide

### 個人パフォーマンス賞（バラエティ/音楽番組）
- バリー・マニロウ - Barry Manilow: Music and Passion
- スティーブン・コルバート - The Colbert Report
- クレイグ・ファーガソン - ザ・レイト・レイト・ショー・ウィズ・クレイグ・ファーガソン
- デイヴィッド・レターマン - レイト・ショー・ウィズ・デイヴィッド・レターマン
- ヒュー・ジャックマン - 第59回トニー賞授賞式

### 演出賞（監督賞）
ドラマ・シリーズ
- ロドリゴ・ガルシア - ビッグ・ラブ 『Pilot』（第1シーズン第1話）
- ジャック・ベンダー - LOST 『旅路の果て』『破滅の刻』（原題：Live Together, Die Alone、第2シーズン第23・24話）
- ティム・ヴァン・パタン - ザ・ソプラノズ 哀愁のマフィア 『錯乱』（原題：Members Only、第6シーズン第1話）
- デヴィッド・ナッター - ザ・ソプラノズ 哀愁のマフィア 『昏睡』（原題：Join the Club、第6シーズン第2話）
- ジョン・カサー -  24 -TWENTY FOUR- 『7:00』（原題：7:00AM-8:00AM、第5シーズン第1話）
- ミミ・レダー - ザ・ホワイトハウス 『決戦の日』（原題：Election Day、第7シーズン第16・17話）

 コメディ・シリーズ 
- マイケル・パトリック・キング - ザ・カムバック 『Valerie Does Another Classic Leno』（第1シーズン第13話）
- ロバート・B・ウィード - ラリーのミッドライフ★クライシス 『The Christ Nail』（第5シーズン第3話）
- ダン・アティアス - アントラージュ★オレたちのハリウッド 『Oh, Mandy』（第2シーズン第8話）
- ジュリアン・ファリノ - アントラージュ★オレたちのハリウッド 『The Sundance Kids』（第2シーズン第7話）
- マーク・バックランド - マイネーム・イズ・アール 『ダメ男アール カルマの旅へ』（原題：Pilot、第1シーズン第1話）
- クレイグ・ジスク -  Weeds 〜ママの秘密 『魔法のレシピ』（原題：Good Shit Lollipop、第1シーズン第3話）

 ミニシリーズ/テレビ映画 
- ジャスティン・チャドウィック - ブリーク・ハウス
- トム・フーパー - エリザベス1世 ～愛と陰謀の王宮～
- ピーター・マークル - エアポート ユナイテッド93
- デヴィッド・イエーツ - ある日、ダウニング街で
- ケニー・オルテガ - ハイスクール・ミュージカル
- フィリス・ナジー - ミセス・ハリスの犯罪

 バラエティ/音楽/コメディ番組 
- ルイス・J・ホーヴィッツ - 第78回アカデミー賞授賞式
- ブルース・ガワーズ - アメリカンアイドル
- ジム・ホスキンソン - The Colbert Report
- チャック・オニール - ザ・デイリー・ショー
- ベス・マッカーシー＝ミラー - サタデー・ナイト・ライブ

### 脚本賞
ドラマ・シリーズ 
- ションダ・ライムズ -  グレイズ・アナトミー 恋の解剖学 『死の予感 PartI・PartII』（原題：It's the End of the World、As Know It、第2シーズン16・17話）
- クリスタ・バーノフ - グレイズ・アナトミー 恋の解剖学 『アンフェア』（原題：Into You Like a Train、第2シーズン第6話）
- カールトン・キューズ、デイモン・リンデロフ - LOST 『詩篇23章』（原題：The 23rd Psalm、第2シーズン第10話）
- アラン・ボール - シックス・フィート・アンダー 『Everyone's Waiting』（第5シーズン第12話）
- テレンス・ウィンター - ザ・ソプラノズ 哀愁のマフィア 『錯乱』（原題：Members Only、第6シーズン第1話）

 コメディ・シリーズ 
- チャンク・テイサム、ジム・ヴァレリー、リチャード・デイ、ミッチェル・ハーウィッツ -  アレステッド・ディベロプメント 『Development Arrested』（第3シーズン第13話）
- ダグ・エリン -  アントラージュ オレたちのハリウッド 『Exodus』（第2シーズン第13話）
- リッキー・ジャーヴェイス、スティーヴン・マーチャント - エキストラ:スターに近づけ! 『ケイト・ウィンスレット編』（第1シーズン第3話）
- グレッグ・ガルシア - マイネーム・イズ・アール 『ダメ男アール カルマの旅へ』（原題：Pilot、第1シーズン第1話）
- マイケル・シャー - The Office 『Christmas Party』（第2シーズン第10話）

ミニシリーズ/テレビ映画 
- アンドリュー・デイヴィス - ブリーク・ハウス
- ナイジェル・ウイリアムズ - エリザベス1世 ～愛と陰謀の王宮～
- ネヴィン・シュライナー - エアポート ユナイテッド93
- リチャード・カーティス  - ある日、ダウニング街で
- フィリス・ナジー - ミセス・ハリスの犯罪

 バラエティ/音楽/コメディ番組 
- The Colbert Report
- ザ・デイリー・ショー
- レイト・ナイト・ウィズ・コナン・オブライエン
- レイト・ショー・ウィズ・デイヴィッド・レターマン
- Real Time with Bill Maher

## プライムタイム・クリエイティブ・アート・エミー賞

### ボイスオーバーパフォーマンス賞
- ケルシー・グラマー - 『ザ・シンプソンズ』

## 複数部門でのノミネート作品
数字は主要部門からの合計で、プライムタイム・クリエイティブ・アート・エミー賞は含まない。
| ノミネート | 作品                                 | ネットワーク |
| ---------- | ------------------------------------ | ------------ |
| 8          | 『グレイズ・アナトミー 恋の解剖学』  | ABC          |
| 7          | 『ミセス・ハリスの犯罪』             | HBO          |
| 6          | 『ブリーク・ハウス』                 | PBS          |
| 6          | 『エリザベス1世 ～愛と陰謀の王宮～』 | HBO          |
| 6          | 『シックス・フィート・アンダー』     | HBO          |
| 6          | 『ふたりは友達? ウィル&グレイス』    | NBC          |

| ノミネート | ネットワーク |
| ---------- | ------------ |
| 48         | HBO          |
| 27         | NBC          |
| 22         | CBS          |
| 15         | ABC          |
| 10         | FOX          |

## 複数部門での受賞作品
数字は主要部門からの合計で、プライムタイム・クリエイティブ・アート・エミー賞は含まない。
| 受賞 | 作品                                 | ネットワーク |
| ---- | ------------------------------------ | ------------ |
| 4    | 『エリザベス1世 ～愛と陰謀の王宮～』 | HBO          |
| 3    | 『24 -TWENTY FOUR-』                 | Fox          |
| 3    | 『The Girl in the Café』             | HBO          |

| 受賞 | ネットワーク   |
| ---- | -------------- |
| 10   | HBO            |
| 9    | NBC            |
| 4    | FOX            |
| 2    | ABC            |
| 2    | Comedy Central |